# RAI-Klasse 42
Die Iranische Staatsbahn (RAI) bestellte 1935 bei NOHAB in Schweden zwölf Schlepptenderlokomotiven vom Typ Mikado für schwere Güterzüge.
Die Lokomotiven mit den Fabriknummern 2013 bis 2024 wurden 1936 geliefert und hatten bei der RAI anfangs die Nummer 406 bis 417. Später wurden die Maschinen als Klasse 42 bezeichnet und erhielten die Nummern 42.01 bis 42.12., wobei die 4 für die Anzahl der angetriebenen Achsen stand und die 2 für die Anzahl der Laufachsen.
Die Lokomotiven erfüllten nicht die in sie gesetzten Erwartungen und wurden schon in den 1940ern wegen extremen Radschlupf ausgemustert. Es war geplant sie umzubauen. Über den weiteren Verbleib der Maschinen ist nichts bekannt.

## Galerie

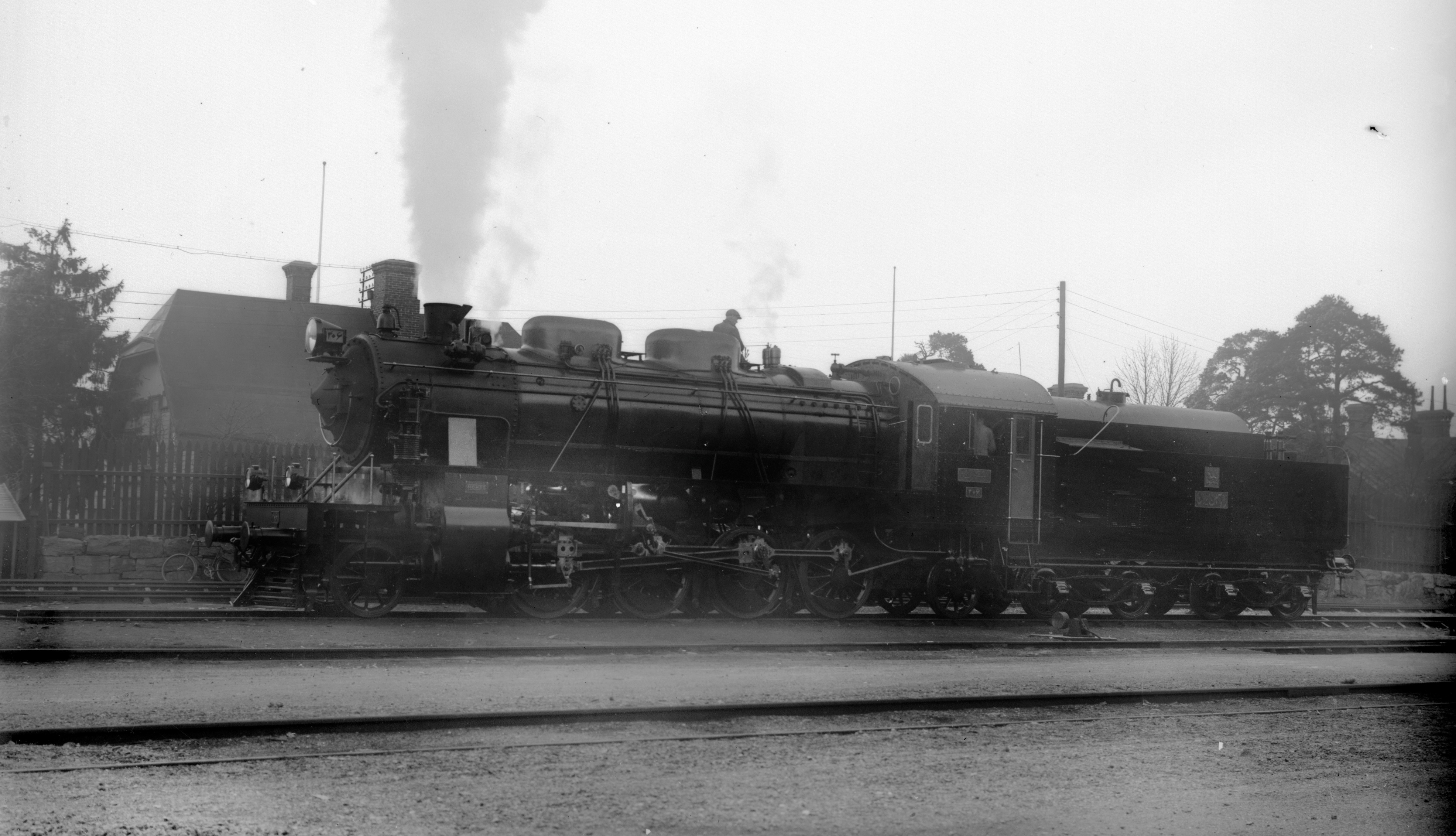
Eine der Lokomotiven auf Probefahrt in Schweden, 1936
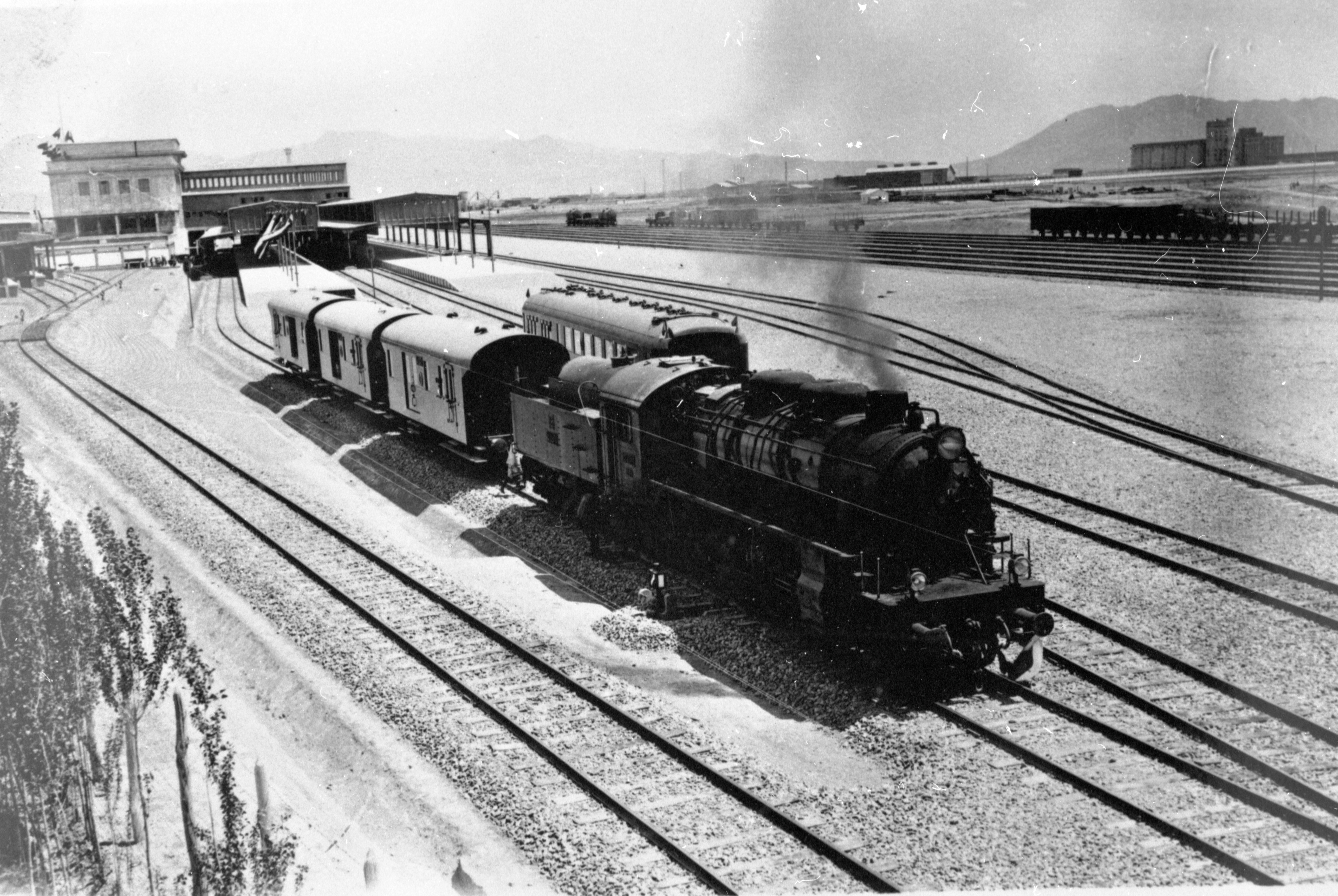
Nummer 42.07 in Teheran, 1943